# Gansův dům (Česká Lípa)
Gansův dům nebo Gansův špitál je označení pro klasicistní dům v České Lípě čp. 629, situovaný ve středu Nerudovy ulice, po její levé straně směrem do Jiráskovy ulice. Stavbu pro potřeby místní židovské obce zakoupil roku 1884 místní bohatý obchodník a mecenáš českolipské židovské obce Salomon Gans. Dům byl postaven roku 1867 jako tzv. Starý českolipský špitál. V roce 1884 koupili od města tento starý špitál, který byl mezi tím nahrazen větším objektem, židovští manželé Salomon a Barbora Gansovi. Roku 1897 Salomon Gans dům s přispěním četných milodarů nechal adaptovat na židovský chudobinec a poskytl jej místní židovské obci, která patřila mezi jednu z nejvýznamnějších v Čechách. Dle dostupných zdrojů prošla budova roku 1932 celkovou rekonstrukcí. Dům není památkově chráněn.

## Popis stavby
Dům je postaven v klasicistním slohu, dvoupatrový, v ose sever-jih. Jedná se o jeden z nejlépe dochovaných objektů bývalé židovské čtvrti v České Lípě.